# 城下町しばた全国雑煮合戦
城下町しばた全国雑煮合戦（じょうかまちしばたぜんこくぞうにがっせん）は、新潟県新発田市において毎年1月に開催される雑煮に関するイベントである。新発田商工会議所青年部（新発田YEG）が主催。
第8回に会場を新発田城址公園から新発田市地域交流センターに変更。第9回に新発田市カルチャーセンターに変更。

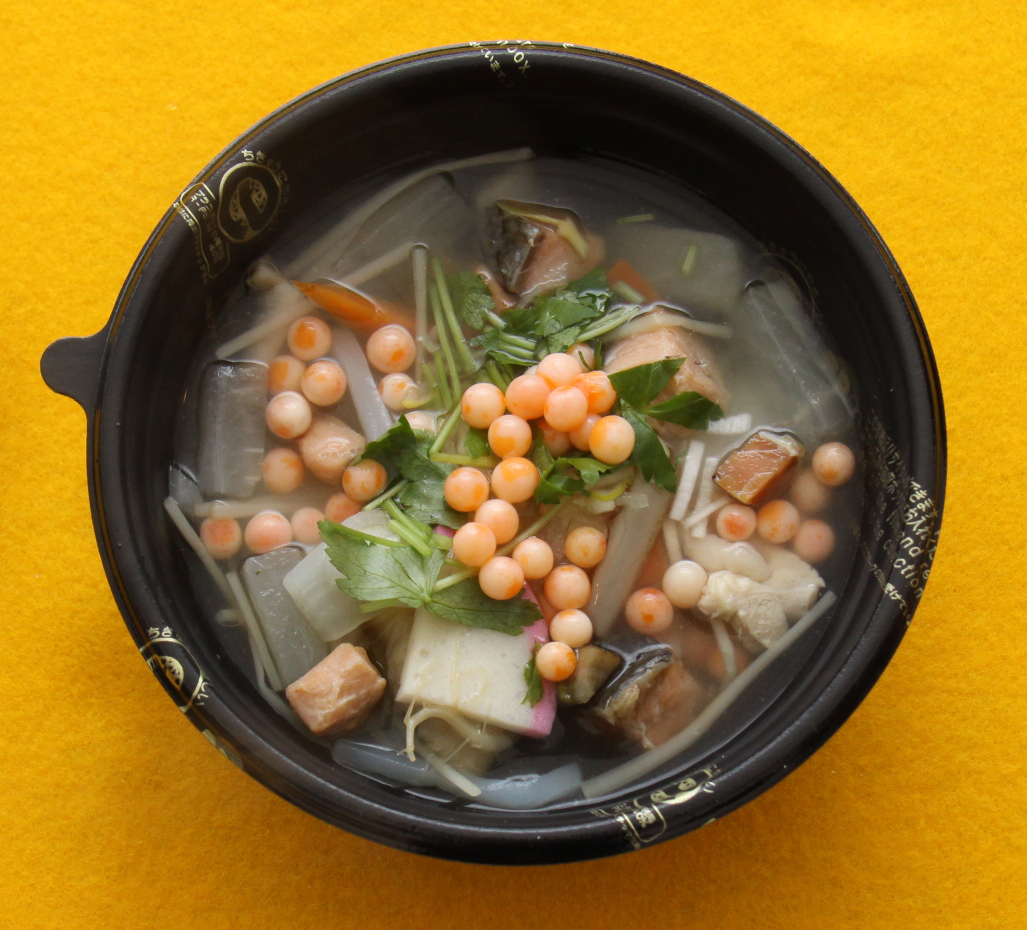
新発田雑煮：新発田地域伝統の具沢山雑煮

## 概要
全国各地の伝統的な雑煮や趣向を凝らした創作雑煮が概ね50店舗出店し、地元の伝統的な具沢山雑煮「新発田雑煮」と日本一の雑煮を競うというまちおこしイベント。
第9回目からは一般来場者による投票と特別審査員によるポイント制で優勝雑煮（=征夷大将軍）を決定している。
使用する餅は地元の子ども達とその保護者が「親子ふれあい田植え体験」で手植えをし、「親子ふれあい稲刈り体験」で収穫した最高級新潟産「こがねもち」を地元のサトウ食品新発田工場に加工を依頼し使用している。
当初より環境配慮型イベントを目指して、リサイクル可能な内フィルムを剥がすタイプの容器を使用し、割り箸の木チップ化・残飯の堆肥化など行い、ゴミの縮減に努めるとともに、無料シャトルバスを運行しパークアンドライド方式による排気ガスや燃料の抑制に配慮している。
また、付帯イベントとして餅まきを行い、特に栗山米菓から提供を受けている米菓詰め合わせは人気を博している。
2010年（平成22年）に公式テーマソング「冬の青空」（桑名シオンwithパタヤビーチボーイズ）完成。

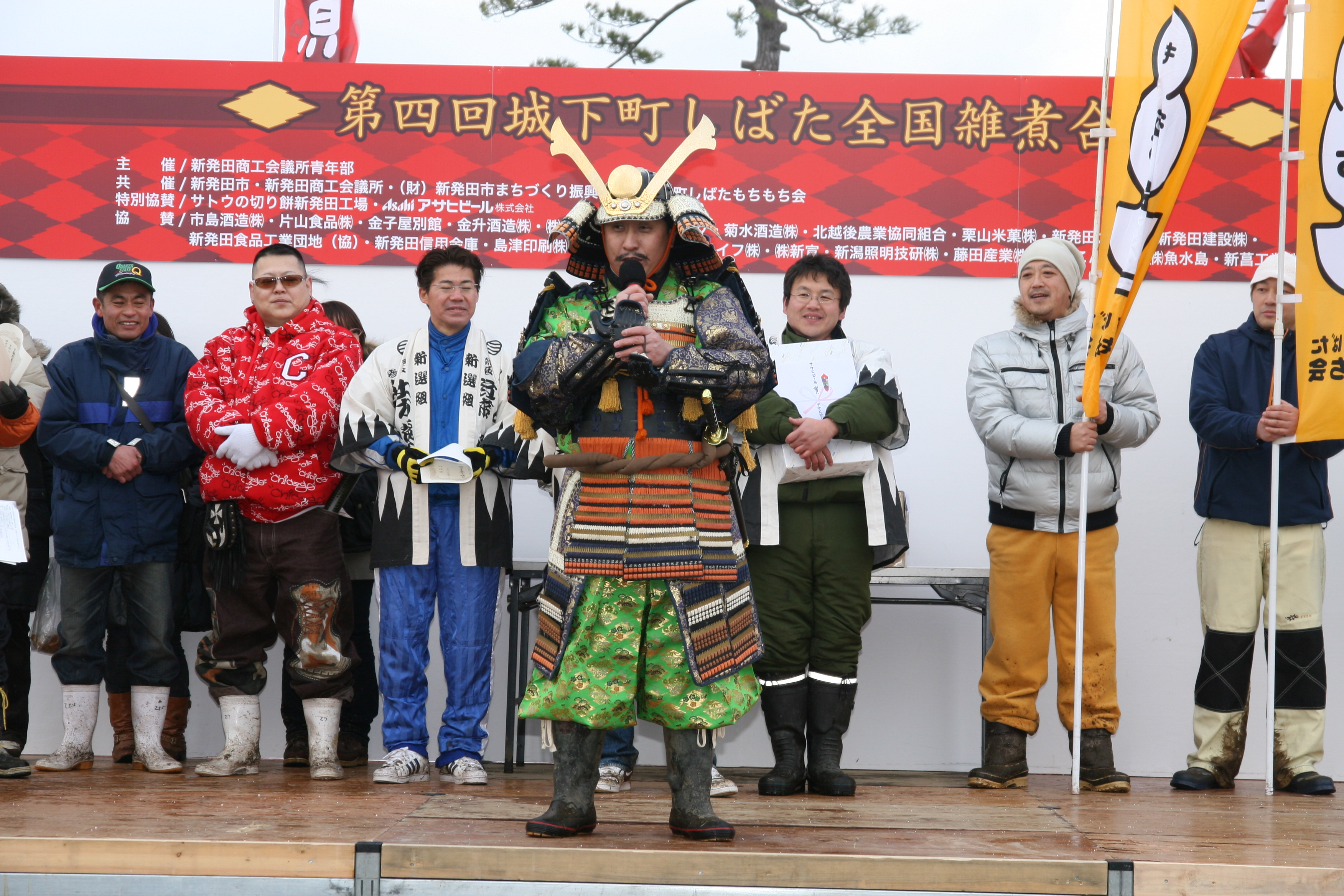
閉会式での結果発表

## 戦歴
城下町しばた全国雑煮合戦は、2004年（平成16年）に新発田城の三階櫓と辰巳櫓が復元されたことを記念し、新発田の街を盛り上げようと新発田商工会議所青年部が主催し、新発田市・新発田商工会議所・新発田市観光協会(旧 財団法人新発田市まりづくり振興公社)が共催するというかたちで、2005年（平成17年）1月15日（土曜日）に開催された。
| 戦歴   | 征夷大将軍                                                  | 出店者                                                      | 合戦日                               | 来場者数 |
| ------ | ----------------------------------------------------------- | ----------------------------------------------------------- | ------------------------------------ | -------- |
| 初代   | 御柱恵み雑煮                                                | 下諏訪商工会議所青年部（長野県）                            | 2005年（平成17年） 1月15日（土曜日） | 7,000人  |
| 第2代  | 比内地鶏くるみ餅雑煮                                        | 新発田城カントリー倶楽部（新発田市）                        | 2006年（平成18年） 1月15日（日曜日） | 10,000人 |
| 第3代  | 粉雪舞う北の大地～厳冬の北海雑煮!!                          | 花の都～恵庭すずらん城（北海道）                            | 2007年（平成19年） 1月14日（日曜日） | 12,000人 |
| 第4代  | 厳選・天然・自然薯雑煮                                      | 城下町しばたもちもち会（新発田市）                          | 2008年（平成20年） 1月13日（日曜日） | 13,000人 |
| 第5代  | 魅力溢れる北の大地 多彩な北の味覚～北の三大カニあんかけ雑煮 | 花の都～恵庭すずらん城（北海道）                            | 2009年（平成21年） 1月11日（日曜日） | 16,000人 |
| 第6代  | 老舗料亭の味 絶品！村上牛雑煮                               | 村上商工会議所青年部（村上市）                              | 2010年（平成22年） 1月10日（日曜日） | 17,000人 |
| 第7代  | 城下町村上・町屋のてっぱん雑煮                              | 村上商工会議所青年部（村上市）                              | 2011年（平成23年） 1月9日（日曜日）  | 17,000人 |
| 第8代  | 村上元気の源雑煮                                            | 村上商工会議所青年部（村上市）                              | 2012年（平成24年） 1月8日（日曜日）  | 17,000人 |
| 第9代  | ダシで極める、炙り「越後もち豚」の野菜てんこもり雑煮        | おひさま♥で愛ＬＯＶＥしばた♡（新発田市）                    | 2013年（平成25年） 1月13日（日曜日） | 20,000人 |
| 第10代 | 美味しさ極める、炙り越後もち豚の野菜てんこ盛り雑煮          | おひさまハートで愛ＬＯＶＥしばた♥from陽だまり苑（新発田市） | 2014年（平成26年） 1月12日（日曜日） | 20,000人 |
| 第11代 | Negicco×サトウ食品『ネギのせ濃厚かき味噌雑煮』              | サトウ食品                                                  | 2015年（平成27年） 1月11日（日曜日） | 23,000人 |
| 第12代 | ネギのせ 炙・角煮明太雑煮                                   | サトウの切り餅 新発田工場                                   | 2016年（平成28年） 1月10日（日曜日） | 18,000人 |
| 第13代 | 光るダシ！越後村上 臥牛山雑煮                               | 村上商工会議所青年部（村上市）                              | 2017年（平成29年） 1月8日（日曜日）  | 25,000人 |
| 第14代 | 国産牛のローストビーフのすき焼き風雑煮 ～わたあめ添え～     | サトウの切り餅 新発田工場                                   | 2018年（平成30年） 1月7日（日曜日）  | 25,000人 |
| 第15代 | ネギ推し！牛もつ あったか味噌雑煮                           | サトウの切り餅 新発田工場                                   | 2019年（平成31年） 1月13日（日曜日） | 25,000人 |
| 第16代 | 安兵衛ラーメン雑煮                                          | 屋台 道楽                                                   | 2020年（令和2年） 1月12日（日曜日）  | 25,000人 |

出典